# Annenheim (Gemeinde Treffen am Ossiacher See)

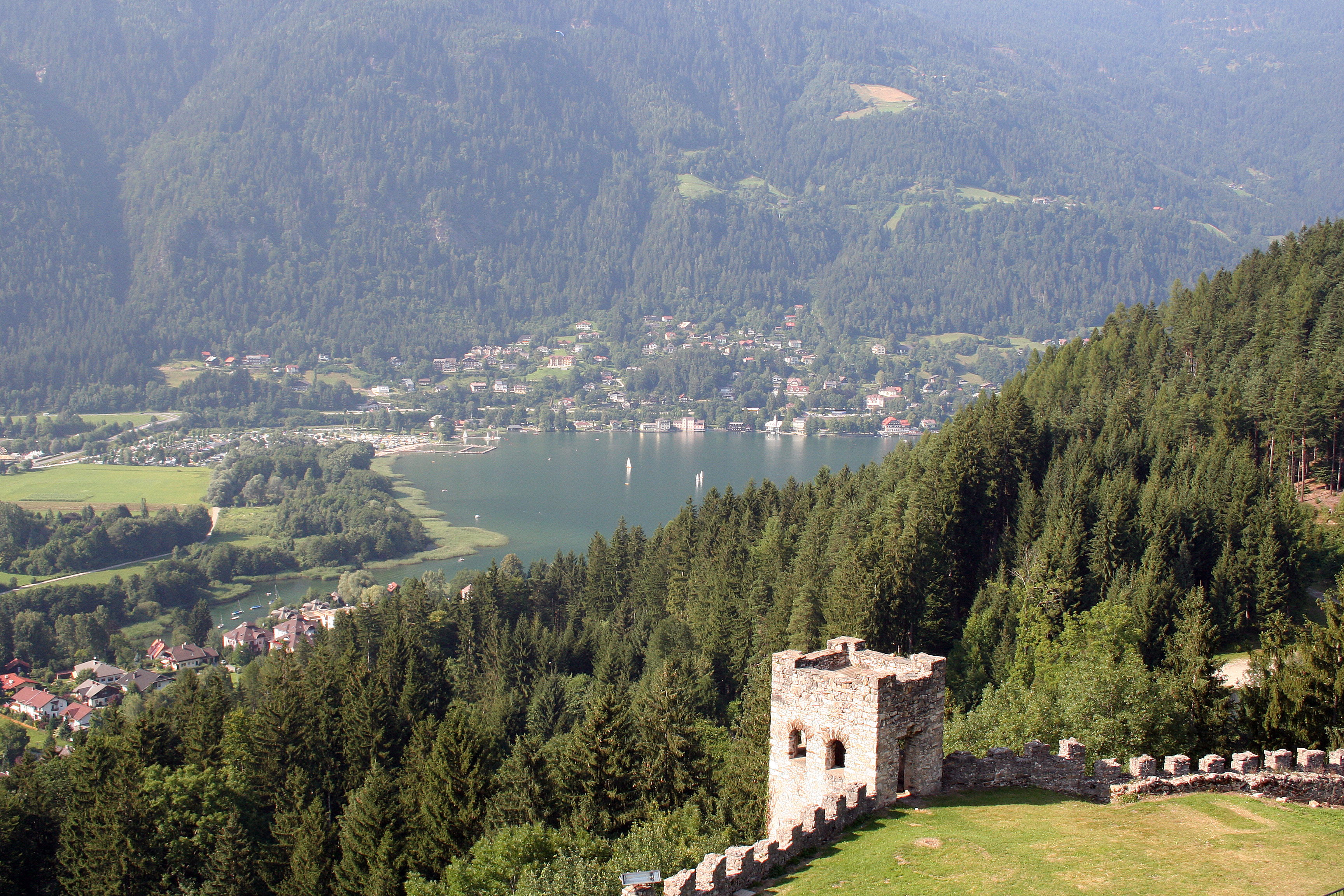
Annenheim, Blick von der Burg Landskron

Annenheim ist ein Dorf in der Gemeinde Treffen am Ossiacher See mit 743 Einwohnern (Stand 1. Jänner 2025) im Bezirk Villach-Land in Kärnten, Österreich.

## Geographie

### Lage
Annenheim liegt am Nordufer des Ossiacher Sees.

### Nachbarortsteile
| Treffen  | Kanzelhöhe                                  | Ossiachberg |
| Seespitz | Kompassrose, die auf Nachbargemeinden zeigt | Sattendorf  |
|          |                                             |             |

## Verkehr

### Straßen
Durch das Dorf führt die Ossiacher Straße.

### Öffentlicher Verkehr
Die Haltestelle Annenheim wird von der S-Bahn-Linie S2 bedient. Die Haltestellen Annenheim Infostand und ~Kanzelbahn Talstation werden von den Buslinien 5, 50 und 5177 angefahren.

## Freizeit

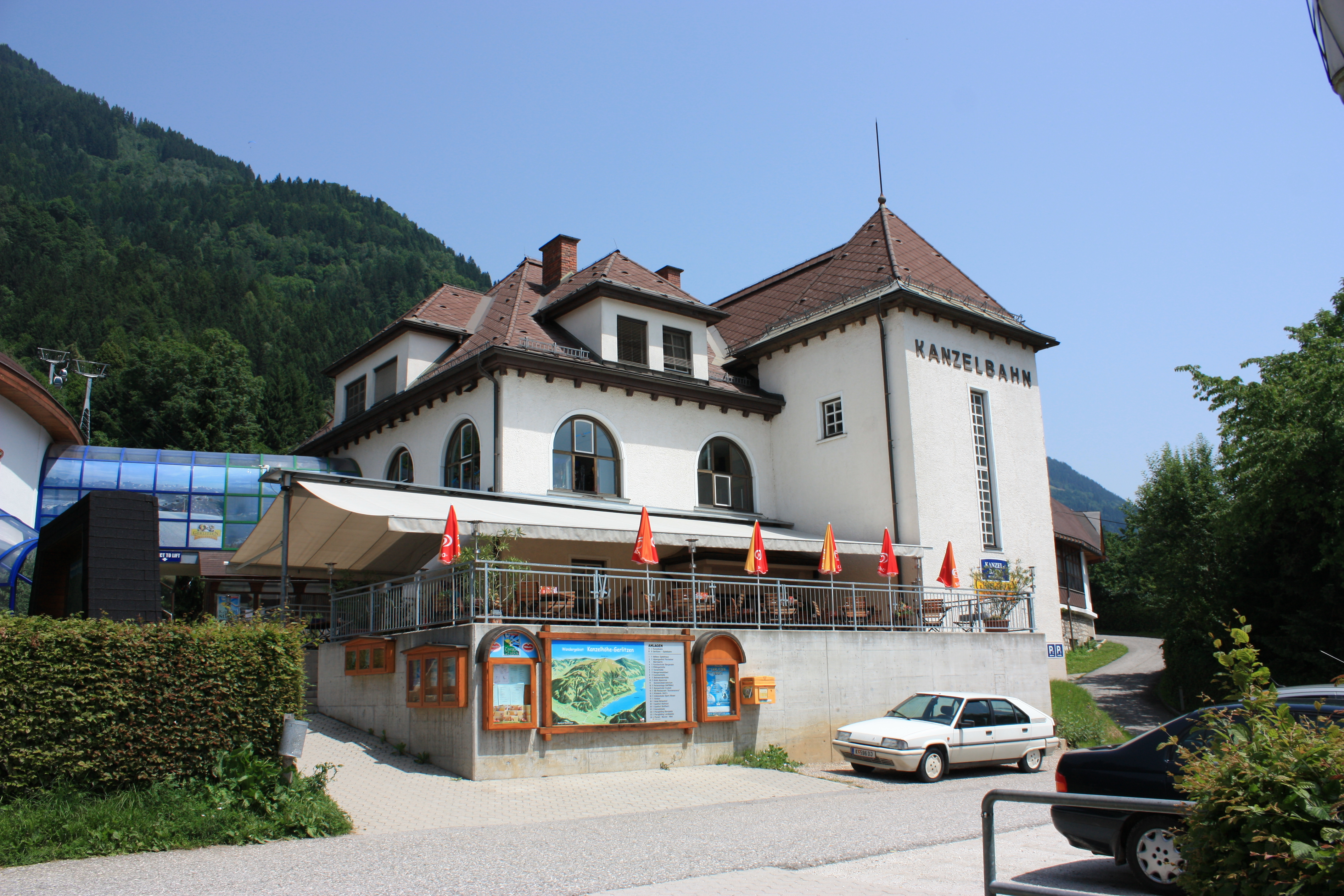
Kanzelbahn Talstation

Die Kanzelbahn führt auf das Skigebiet Gerlitzen. Auf der Kanzelhöhe befindet sich auch der Adventure Park.